# Epirrhoe brunnescens
Epirrhoe brunnescens är en fjärilsart som beskrevs av Wagner 1927. Epirrhoe brunnescens ingår i släktet Epirrhoe och familjen mätare. Inga underarter finns listade i Catalogue of Life.